# Phare de Hunting Island
Ls phare de Hunting Island (en anglais : Hunting Island Light) est un phare situé sur Hunting Island, près de Beaufort dans le Comté de Beaufort en Caroline du Sud.
Il est géré désormais par le parc d'État de  Hunting Island State Park (en). Il est inscrit au Registre national des lieux historiques depuis le 5 juin 1970 sous le n° 70000561.

## Historique
La construction a commencé en 1859, mais a été retardée par la destruction de la tour pendant la guerre de Sécession en 1862. Le major George H. Elliot est à l'origine du développement, dans les années 1860, de ce que l'on appelle le phare "en fonte segmentée". Aux États-Unis, deux bâtiments ont été construits: le phare de Hunting Island et, par la suite, le phare de Cap Canaveral, en Floride. Le phare a été conçu pour être démonté et déplacé si nécessaire. Il se compose de sections en fonte pesant chacune 1.200 livres (environ 545 kg) et boulonnées ensemble pour former la coque. la coque est revêtue de brique qui constitue le principal élément structural porteur.
L'édification a commencé en 1873 et s'est achevée en 1875. Avec ses 167 marches menant à une impressionnante terrasse d'observation, le phare de Hunting Island est doté d'un bel escalier en fonte et en fer forgé, de balustrades et de poutres de support façonnées par la société Phoenix Iron Works de Philadelphie. Le phare a d'abord été situé dans la partie nord de Hunting Island, mais le phare et ses structures ont été gravement érodés. En 1888, il a été signalé que la marée haute arrivait à 10 m de la maison du gardien. En conséquence, le phare, la maison du gardien et deux autres structures ont été relocalisés à un kilomètre et demi en 1889 sur leurs lieux actuels.
Au moment de l'ouragan Sea Islands de 1893, le phare servit de sanctuaire à certains passagers à bord du vapeur "City of Savannah I" qui avait été forcé de se jeter sur les hauts-fonds. Le phare a fonctionné jusqu'à sa mise hors service en 1933. En 2009, des célébrations ont eu lieu en l'honneur du 150 e anniversaire du phare.
Dans le cadre du parc national de Hunting Island, la tour reste ouverte au public. La poursuite du réaménagement de la tour est rendue possible grâce au financement de la Caroline du Sud et à un petit supplément par visiteur de la tour. La lentille de Fresnel est exposée au pied de la tour.
Actuellement, une balise rotative est en place pour imiter la lampe d'origine du phare. Celle-ci est allumée au crépuscule et tourne dans la nuit. Bien que pas assez lumineux pour la navigation, il offre aux visiteurs de nuit la sensation d’un phare en fonctionnement.

## Description
Le phare   est une tour circulaire en fonte doublée en brique avec une double galerie et une haute lanterne de 41 m de haut. Le tiers supérieur de la tour, avec galeries et lanternes, est peint en noir, le reste inférieur est blanc.
Il émet, à une hauteur focale de 40 m, une lumière blanche continue avec un flash plus intense de 3 secondes toutes les 30 secondes. Sa portée est de 17 milles nautiques (environ 32 km).

## Caractéristiques dufeu maritime
Fréquence : 30 secondes (W)
- Lumière intense : 3 secondes
- Lumière : 27 secondes

Identifiant : ARLHS : USA-392 ; USCG : 3-4065 ; Admiralty : J2744.5 .

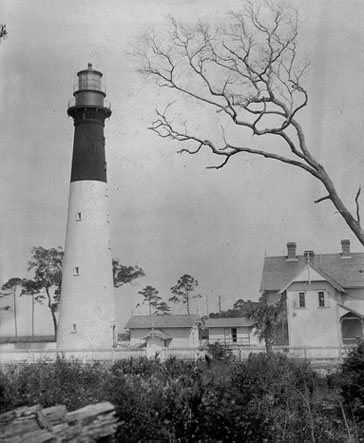
Le phare
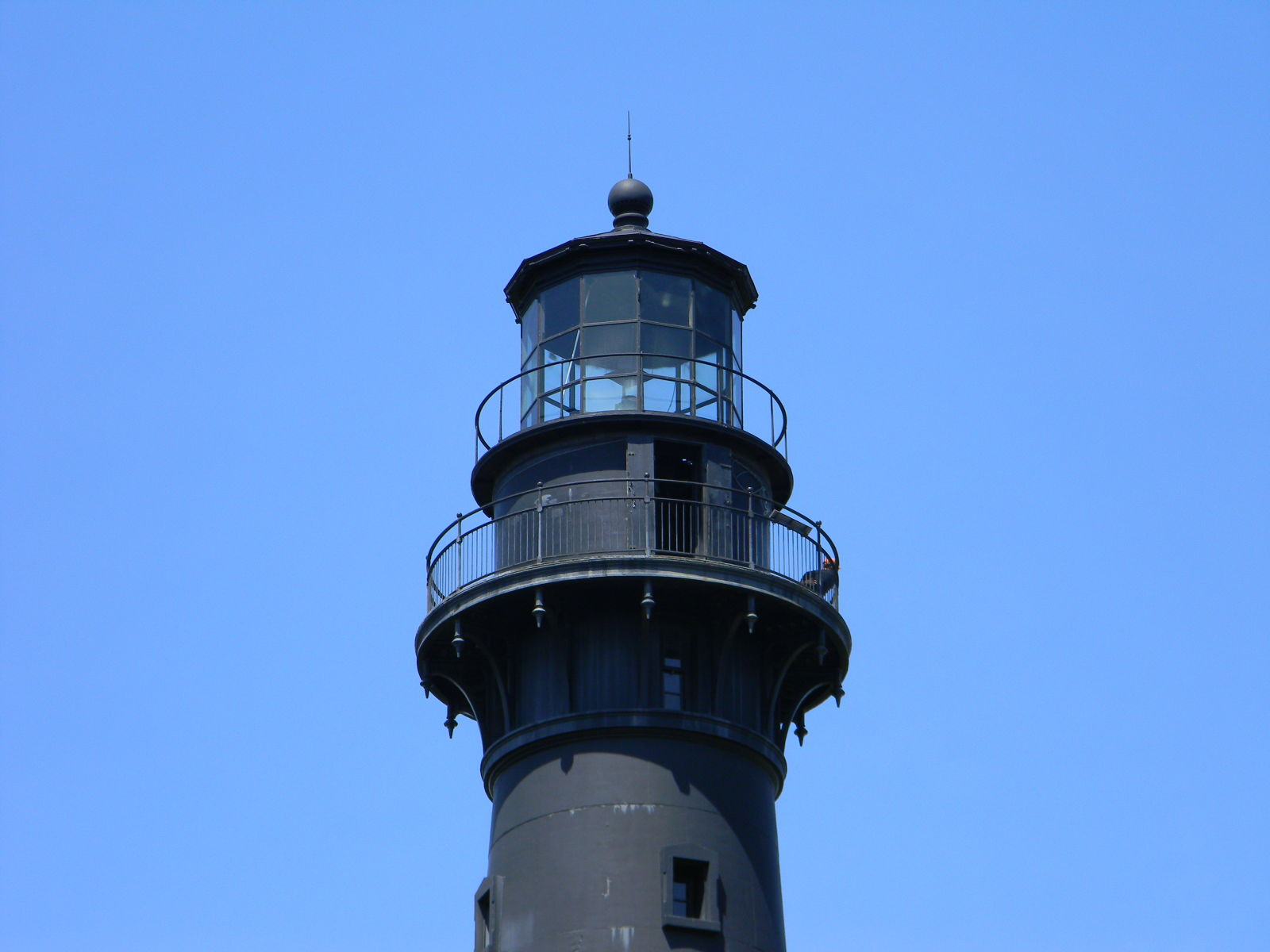
La Lanterne
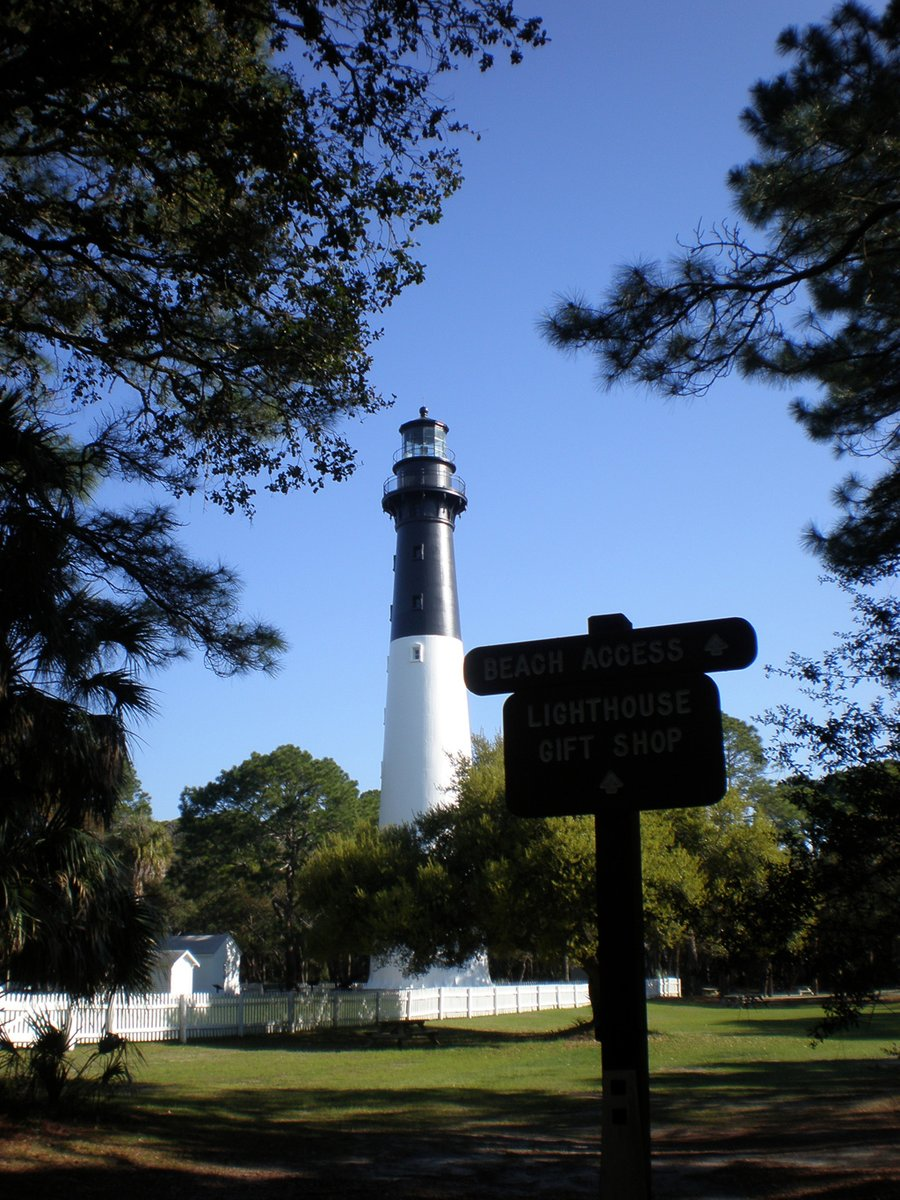
Le phare

### Lien connexe
- Liste des phares en Caroline du Sud